# ポリーステーション
ポリーステーション（PolyStation）は、PlayStationに外観を似せたファミコン互換機。

## 概要
中国・韓国、東南アジア地域で出回っている。パッケージにはピカチュウやドラゴンボール等の有名なキャラクターが多数描かれている。多くの場合、海賊版のゲームが大量に内蔵されたカセットが付属している。
また、ファミコンのカセットすら挿入できない内蔵ゲーム限定の「polystation2001」なども存在する。